# Johann Michael Armbruster
Johann Michael Armbruster (* 1. November 1761 zu Sulz am Neckar; † 14. Januar 1814 in Wien), Karlsschüler, Sekretär Lavaters (1782–1786), Schriftsteller und Publizist folgte als Gegner der Französischen Revolution und Napoleons der vorderösterreichischen Regierung nach Wien, Dort wurde er zuletzt Hofsekretär. Die Stadt Wien würdigt ihn mit seinem Sohn Carl als Begründer der ersten öffentlichen Leihbücherei.

## Leben und Lebenswerk
Johann Michael Armbruster, verheiratet mit Anna Elisabeth Wiel (1768–1811) aus Zürich, wurde am 1. November 1761 in Sulz a. N. als Sohn des gleichnamigen Rosenwirts und Metzgers und dessen Ehefrau Friederike Kapf geboren und evangelisch getauft. Seine Taufpaten waren der Amtspfleger Johann Ulrich Kapf, der Rat und Lederhändler Daniel Schmid und Elisabeth Hartstein, die Frau des Rappenwirts. Die ersten sechs Jahre seines Lebens verbrachte er in Sulz, wo die Eltern neben der Gastwirtschaft „Zur Rose“ eine Landwirtschaft betrieben. 1767 zog der Vater als Pächter mit der Familie auf die Domäne Bronnhaupten im Balinger Amt, die herzogliches Rentkammergut war. Über sein Erziehung ist nur bekannt, dass Pfarrer Friedrich Hafner zu Aichelberg ihn unterrichtete und er Robinson Crusoe mit Heißgier nicht las, sondern verschlang. Am 8. November 1775 wurde er als „Zögling der schönen Gartenkunst“ in die Hohe Karlsschule aufgenommen. Angeblich war er Mitschüler Schillers, für den er große Sympathie hegte. Nach seiner Entlassung aus der Militärschule am 1. November 1779 wurde er in den herzöglichen Gärten um Schloss Hohenheim beschäftigt. In jene Jahre fielen seine ersten schriftstellerischen Versuche. Innerlich unzufrieden wandte er sich an den Pfarrer Johann Caspar Lavater in Zürich, der ihn als Sekretär beschäftigte und materiell und geistig förderte. Er gab Armbruster den Anstoß zur journalistischen Laufbahn. Nach der Hochzeit mit Anna Elisabeth Wiel (* 1768 Zürich; † 28. August 1811) trennte er sich von Lavater. Armbruster war in jenen Jahren literarisch sehr produktiv. Seit 1784 veröffentlichte er Lyrik („Poetisches Portefeuille“, „Gedichte“, „Vermischte Gedichte“), seit 1790 Prosa („Romantische Erzählungen und Skizzen“) und das Schauspiel Louise Müller und die Hofmeisterin. 1785 geriet er wegen eines Kommentars in seiner Zeitschrift Schwäbisches Museum zum Schillerzitat „Reis´ du ins Graubündnerland, das ist das Athen der heutigen Gauner“ und „unflätiger despektierlicher Kritik“ des Kantons Solothurn in Zürich in Haft. Wieder auf freiem Fuß musste er die Schweiz mit seiner Familie verlassen und ließ sich in Konstanz nieder.
In Konstanz redigierte er mit großer Öffentlichkeitswirkung die Zeitungen „Wochenblatt“ und „Deutsche Annalen“. 1793 gründete er dort den „Volksfreund“, ein patriotisches Blatt im Sinne der österreichischen Regierung. Vom vorderösterreichischen Regierungspräsidenten Joseph Thaddäus von Sumerau in den österreichischen Staatsdienst übernommen, folgte er diesem nach der französischen Invasion nach Wien und wurde dort zunächst zum Zensor (1802) und schließlich zum österreichischen Hofsekretär (1805) ernannt. 1800 war er Inlandsredakteur der Wiener Zeitung. 1808 begründete er in Wien die Zeitschrift Vaterländische Blätter (1809–1813), in denen er zur Erhebung gegen Napoleon aufrief. Er gab auch die literarische Zeitschrift „Der Wanderer“ (1809) heraus. Seine Schrift „Wer ist ein österreichischer Krieger im Geiste und in der Wahrheit?“ (Wien 1813) rückte in den Mittelpunkt des politischen Lebens in Wien. Anfeindungen ausgesetzt setzte er am 14. Januar 1814 seinem Leben mit einem Pistolenschuss ein Ende. 1894 wurde die Wiener Straße in Heiligenstadt in Armbrustergasse umbenannt.

## Bedeutung
Johann Michael Armbruster griff die französische Revolution publizistisch an. Mit den „Vaterländischen Blättern für den österreichischen Kaiserstaat“ (1809–13) nahm er wesentlichen Einfluss auf die gesamte Provinzpresse und hatte entscheidenden Anteil an der Vorbereitung des Kampfes gegen Napoleon.

## Werke (Katalog der deutschen Nationalbibliothek)
- Johann Michael Armbruster (Hrsg.): Zeitschrift Schwäbisches Museum 1785–1786
- Ders.: Sündenregister der Franzosen (Nachdruck der Ausgabe von 1797), 2016, ISBN 978-3-7411-1915-6.
- Ders.: Zeitung Der aufrichtige Bote aus Schwaben, 1799–1800, (digitalisiert) Göttingen 2012.